# Abbo II z Metzu
Abbo II – biskup Metzu w latach 697 — 707. Czczony jako święty, jego pamiątka jest obchodzona 15 kwietnia.